# Cerotainia albibarbis
Cerotainia albibarbis là một loài ruồi trong họ Asilidae. Cerotainia albibarbis được Curran miêu tả năm 1930. Loài này phân bố ở vùng Tân nhiệt đới.